# Kastrup BK
Der Kastrup Boldklub ist ein Fußballverein im Stadtteil Kastrup der Kopenhagener Vorstadtkommune Tårnby.

## Geschichte
Der Verein wurde 1933 gegründet und trägt seinen heutigen Namen seit 1941. Zwischen 1976 und 1987 war der Klub in der 1. Liga vertreten. Das beste Ergebnis war ein vierter Platz in der Saison 1979. Ein Jahr später spielte man im Intertoto-Cup 1980. In der Gruppenphase mit Bohemians ČKD Prag, Werder Bremen und Lillestrøm SK konnte nur Platz 3 erreicht werden.
1987 folgte dann ein Absturz mit zwei Abstiegen in Folge. 2008 schloss sich der Verein mit Fremad Amager, Dragør BK und Kløvermarken FB zum FC Amager zusammen, der neun Monate später Konkurs anmeldete.
Nach dem Neubeginn spielt die Mannschaft von Kastrup BK jetzt in der vierten Klasse, der Danmarksserien 1.

## 1. Liga
| Saison | Pl. | S  | U  | N  | Tore  | Pkt. |
| ------ | --- | -- | -- | -- | ----- | ---- |
| 1976   | 10. | 09 | 08 | 13 | 38:45 | 26   |
| 1977   | 06. | 14 | 06 | 10 | 45:36 | 34   |
| 1978   | 11. | 09 | 07 | 14 | 38:40 | 25   |

| Saison | Pl. | S  | U  | N  | Tore  | Pkt. |
| ------ | --- | -- | -- | -- | ----- | ---- |
| 1979   | 04. | 13 | 11 | 06 | 45:30 | 37   |
| 1980   | 13. | 09 | 09 | 12 | 34:35 | 27   |
| 1981   | 14. | 06 | 11 | 13 | 30:42 | 23   |

| Saison | Pl. | S  | U  | N  | Tore  | Pkt. |
| ------ | --- | -- | -- | -- | ----- | ---- |
| 1985   | 09. | 12 | 06 | 12 | 35:37 | 30   |
| 1986   | 12. | 04 | 06 | 16 | 19:39 | 14   |
| 1987   | 14. | 01 | 06 | 19 | 19:62 | 08   |